# Guus Janssen (atleet)
Guus Janssen (Rijkevoort, 22 augustus 1981) is een Nederlandse atleet, die zich heeft gespecialiseerd in de middellange en lange afstanden. Hij werd in 2009 nationaal kampioen op de korte veldloop en prolongeerde die titel het jaar erop.

## Loopbaan
Janssen, lid van Nijmegen Atletiek, werd in 2009 in Rijen kampioen, nadat hij het jaar ervoor in dezelfde discipline reeds de zilveren medaille had veroverd. Zilver was er eerder in 2009 ook voor hem weggelegd op de Nederlandse indoorkampioenschappen in Apeldoorn, waar hij in 8.19,39 tweede werd op de 3000 m achter Dennis Licht, die met een tijd van 8.16,94 het goud veroverde.
Reeds als junior behaalde Guus Janssen op verschillende nationale kampioenschappen eremetaal, waaronder een gouden plak op de 5000 m bij de A-junioren in 2002.

## Nederlandse kampioenschappen
Outdoor
| Onderdeel                 | Jaar       |
| ------------------------- | ---------- |
| veldlopen (korte afstand) | 2009, 2010 |

Indoor
| Onderdeel | Jaar |
| --------- | ---- |
| 3000 m    | 2011 |

## Persoonlijke records
Baan
| Onderdeel | Prestatie | Datum        | Plaats  |
| --------- | --------- | ------------ | ------- |
| 800 m     | 1.50,85   | 1 mei 2009   | Utrecht |
| 1500 m    | 3.40,77   | 27 juni 2009 | Uden    |
| 3000 m    | 7.52,67   | 13 juni 2009 | Leiden  |
| 5000 m    | 14.02,03  | 11 juli 2004 | Utrecht |

Indoor
| Onderdeel | Prestatie | Datum            | Plaats    |
| --------- | --------- | ---------------- | --------- |
| 800 m     | 1.53,60   | 3 januari 2010   | Dortmund  |
| 3000 m    | 8.19,39   | 15 februari 2009 | Apeldoorn |

Weg
| Onderdeel      | Prestatie | Datum            | Plaats         |
| -------------- | --------- | ---------------- | -------------- |
| 10 km          | 29.18     | 10 april 2005    | Korschenbroich |
| 15 km          | 44.34     | 16 november 2003 | Nijmegen       |
| halve marathon | 1:04.41   | 8 januari 2006   | Egmond aan Zee |

## Palmares

### 1500 m
- 2008: 6e NK - 3.56,36
- 2009:  Mondo Keienmeeting te Uden - 3.40,77
- 2009:  EAP Amsterdam Open - 3.43,17
- 2010: 8e NK - 3.49,97

### 3000 m
- 2009:  NK - 8.19,39
- 2009:  Gouden Spike - 7.52,67
- 2011:  NK indoor - 8.23,22

### 5000 m
- 2005:  NK - 14.06,35
- 2009: 4e NK - 14.17,57

### 10 km
- 2004: 11e Parelloop - 29.29

### halve marathon
- 2006: 8e halve marathon van Egmond - 1:04.41
- 2006: 23e City-Pier-City Loop - 1:09.42
- 2007: 10e halve marathon van Egmond - 1:07.06

### veldlopen
- 2007:  Warandeloop (korte afstand = 2 km) - 5.38
- 2009:  NK te Rijen (korte afstand = 3300 m) - 10.10
- 2009:  Warandeloop (korte afstand = 2 km) - 5.20
- 2010:  NK te Hellendoorn (korte afstand = 2685 m)
- 2011:  NK te Hellendoorn (korte afstand) - 8.22